# Friedenweiler
Friedenweiler település Németországban, azon belül Baden-Württembergben. Lakosainak száma 2074 fő (2023. december 31.).

## Népesség
A település népessége az elmúlt években az alábbi módon változott:
| Lakosok száma | 1462 | 1584 | 1450 | 1577 | 1599 | 1932 | 2021 | 2078 | 1911 | 2074 |
|               | 1961 | 1967 | 1974 | 1980 | 1987 | 1993 | 2000 | 2006 | 2013 | 2023 |